# Bertrand Gille
 Bertrand Gille  (Valence, 24. ožujka 1978.) je rukometaš reprezentacije Francuske i njemačkog rukometnog kluba HSV Hamburg, gdje zajedno sa svojim bratom Guillaume Gille nastupa.
Bertrand Gille je jedan od najboljih kružnih napadača i obrambenih igrača svijeta.
2002. godine Gille-u je dodijeljena nagrada igrača godine IHF-a.  

## Dosadašnji klubovi
- OSC Loiriol  (1984 - 1996.)
- Chambéry Savoie HB (1996. – 2002.)
- HSV Hamburg (2002. - )

## Uspjesi
- Igrač godine IHF-a 2002.
- Prvak Francuske 2001.
- Pobjednik Francuskog kupa 2002.
- Pobjednik Njemačkog kupa 2006.
- Pobjednik Njemačkog super kupa 2004. i 2006.
- Pobjednik Kup pobjednika kupova 2007.

## Vanjske poveznice
- Službena stranica Bertrand Gille-a
- Stranica HSV Hamburga o Bertrand Gille-u